# Jeroen Boere
Jeroen Boere (18 de noviembre de 1967 - 16 de agosto de 2007) fue un futbolista neerlandés que se desempeñaba como delantero.
Jugó para clubes como el Excelsior Rotterdam, De Graafschap, VVV-Venlo, Roda JC Kerkrade, Go Ahead Eagles, West Ham United, Portsmouth, West Bromwich Albion, Crystal Palace, Southend United y Omiya Ardija.

## Trayectoria

### Clubes
| Club                 | País         | Año         |
| -------------------- | ------------ | ----------- |
| Excelsior Rotterdam  | Países Bajos | 1985 - 1987 |
| De Graafschap        | Países Bajos | 1987 - 1988 |
| VVV-Venlo            | Países Bajos | 1988        |
| De Graafschap        | Países Bajos | 1989        |
| VVV-Venlo            | Países Bajos | 1989        |
| Roda JC Kerkrade     | Países Bajos | 1990        |
| VVV-Venlo            | Países Bajos | 1990 - 1991 |
| Go Ahead Eagles      | Países Bajos | 1991 - 1993 |
| West Ham United      | Inglaterra   | 1993 - 1995 |
| Portsmouth           | Inglaterra   | 1994        |
| West Bromwich Albion | Inglaterra   | 1994        |
| Crystal Palace       | Inglaterra   | 1995 - 1996 |
| Southend United      | Inglaterra   | 1996 - 1998 |
| Omiya Ardija         | Japón        | 1998 - 1999 |